# Střílky (zámek)
Zámek Střílky je původně renesanční objekt ze 17. století, přestavěný barokně v 18. století. Nachází se v okrese Kroměříž na severozápadní straně obce Střílky (asi 22 km jihozápadně od Kroměříže a 6 km severozápadně od města Koryčany). Zámek s přilehlým parkem jsou od roku 1973 kulturní památkou. Veřejnosti není areál běžně přístupný.

## Historie
První zmínka o obci je z roku 1261. Zdejší hrad postavený na vrchu nad obcí je zmiňován roku 1321, v roce 1542 už byl ale zpustlý. V letech 1591–1599 přímo ve Střílkách postavili Kobylkové z Kobylího renesanční tvrz, kterou počátkem 17. století nechal Adam Martínkovský z Rozseče rozšířit na zámek se dvěma křídly a hranolovou věží.
Po bitvě na Bílé hoře získali Střílky Petřvaldští z Petřvaldu. Milota (Amand) Antonín z Petřvaldu (1696–1762) nechal ve 30. letech 18. století renesanční zámek přebudovat na barokní sídlo, které tvořily jednopatrové budovy kolem nádvoří. Projekt přestavby je někdy připisován Ignáci Josefovi Cyranimu z Bolleshausu (kolem 1700–1758) z biskupské stavební kanceláře v Kroměříži, který je považován i za autora barokního hřbitova ve Střílkách budovaného ve stejné době. Součástí úprav bylo i založení barokní okrasné zahrady.
Rod Petřvaldských vymřel po meči v roce 1763 a panství přešlo do majetku spřízněných Küenburgů, kteří sem pak v 19. století přesídlili z tovačovského zámku. Ti doplnili původní zámek o hospodářské budovy a obytné budovy pro personál. Vznikl tak komplex sestávající z budov seskupených kolem dvou sousedících vnitřních dvorů. Zámecký areál byl rozšířen o přírodní krajinářský park, navazující na původní okrasnou zahradu.
V roce 1885 zámek koupil Jan Zikmund Herberstein (1831–1907); ten nechal zámek opatřit jednoduchými klasicistními fasádami. Jeho syn Albert (1864–1945) Střílky v roce 1912 prodal Leopoldu Berchtoldovi (1863–1942), tehdejšímu ministru zahraničí Rakouska-Uherska. V roce 1924 získal zámek Zdeněk Černý, syn moravského zemského prezidenta Jana Černého.
Po roce 1945 byl zámek zestátněn a byl v něm v roce 1949 zřízen Výchovný ústav pro mládež, pro který pak byly na jižní straně zámeckého areálu přistavěny další budovy. Když byl v roce 1992 zámek s parkem v rámci restitucí vrácen rodině Černých, nebyly po dohodě některé nově zastavěné pozemky včetně budov vydány a staly se pak základem pro vybudování nového areálu výchovného ústavu, který tu po rekonstrukci dokončené v roce 1994 opět působí.
Původní zámecké budovy s parkerm v roce 1994 koupila Nadace Živoucí světlo Maháprabhudíp satsang a zámek je využíván jako české centrum systému Jóga v denním životě.

## Popis
Areál zámku tvoří patrové budovy s pozdně renesančním jádrem, které obklopují dvojici nádvoří. Jižněji položené menší nádvoří je vstupní, z něj vede prostředním zámeckým křídlem průjezd na druhé větší nádvoří. Tomu dominuje na západní straně kašna se sochou Neptuna. Hlavní východní průčelí zámku je orientováno k silnici, nad jeho středem je čtyřpatrová hranolová věž zastřešená jehlancem s lucernou.
Budovy přiléhající k zámku na jižní straně nejsou jeho součástí, patří k areálu Výchovného ústavu pro mládež.
Zámecký park ležící ve zvlněném terénu západně od zámku získal svou podobu romantického krajinářského parku s jezírky na konci 19. století, kdy v něm Jan Zikmund Herberstein nechal založit druhově rozmanitou dendrologickou sbírku. Součástí parku je i ovocný sad a zahradnictví se skleníky a zahradními domky. Pozoruhodný je např. památný červený buk lesní, exemplář s větvemi až k zemi vysazený pravděpodobně kolem roku 1790.

## Další zajímavosti
Asi 400 m jihovýchodně od zámku je jednolodní barokní kostel Nanebevzetí Panny Marie, vysvěcený v roce 1790, rovněž památkově chráněný od roku 1973.
Naproti kostelu je asi nejvýznamnější místní památka – barokní hřbitov ve Střílkách.